# Vitebská oblast
Vitebská oblast (bělorusky Віцебская вобласць, Vicebskaja voblasc, rusky Витебская область, Vitěbskaja oblasť) je územně-správní jednotka v severním Bělorusku; sousedí s Litvou, Lotyšskem a Ruskem. Oblastí protéká řeka Západní Dvina a na jihovýchodě krátce i Dněpr. Správním střediskem i kulturním a hospodářském centrem území je historické město Vitebsk.
Na ploše 41 000 km2 zde žije 1 081 911 lidí (1. 1. 2024).
Další významná města jsou: Orša, dvouměstí Polock – Novopolock, Pastavy, Hlybokaje a Lepel.